# Belgické letectvo

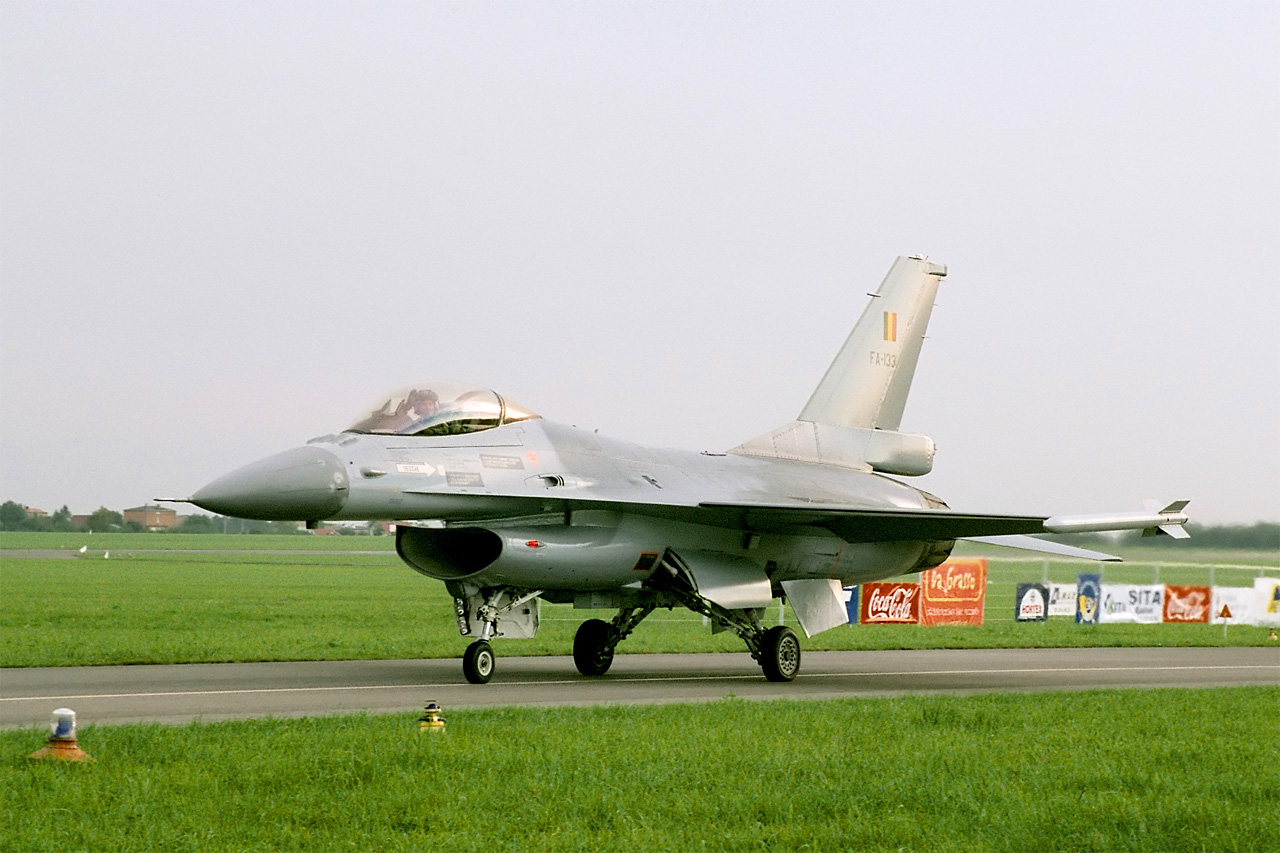
Belgická F-16 na přehlídce v Polsku v roce 2005

Belgické letectvo (dnes známé jako Belgická letecká složka, nizozemsky Luchtcomponent, francouzsky Composante air) je letecká odnož belgických ozbrojených sil. Belgické letectvo bylo založeno v roce 1909 jako Compagnie des Ouvries et Aérostiers a patří mezi nejstarší letectva. V současné době v něm slouží asi 8 600 mužů a žen.
Velitelem je od 23. července 2009 generálmajor Frederik Vansina.

## Historie
Belgické letectvo bylo založeno v roce 1909 na podnět krále Alberta, který viděl velký potenciál prvních letadel ve vojenském využití. Shodou okolností získal ve stejném roce baron Pierre de Caters oprávnění civilního pilota a hned potom založil civilní leteckou školu. Do konce roku 1910 zde složili pilotní zkoušky první tři poručíci belgické armády: Baudoin de Montens d'Oosterwyck, Alfred Sartene a Georges Nelis.
Na jaře v roce 1911 založilo nově vzniklé belgické letectvo svou vlastní leteckou školu, která se skládala z pěti pilotů, dvou mechaniků a jednoho pracovníka se dřevem. Tato první škola vojenského letectví zíslala své první letadlo od krále Alberta, který ho dostal darem od barona Caterse.
12. září 1912 si poručíci Nelis a Stellingwerff připsali významné prvenství, když jako první Evropané spustili kulometnou střelbu z kabiny letadla. Zatímco pilot Nelis letěl nízko nad zemí, Stellingwerff vystřelili salvu na plachtu, připevněnou kolíky k zemi. Ačkoli byli oba poručíci za toto chování ihned disciplinárně potrestáni, už o rok později doprovázel Nelis velitele Émile Mathieu do Anglie. Tam, na základně Hendon, předvedli vzdušné využití kulometu Lewis. V důsledku toho přijali Britové kulomet Lewis do výzbroje svého Royal Flying Corps. Paradoxem bylo, že belgické letectvo tak neučinilo a do první světové války vstoupilo s letadly určenými výhradně k průzkumným misím.

### První světová válka
Když Belgie 4. srpna 1914 vstupovala do první světové války, její letectvo se skládalo ze čtyř letek, ačkoliv 3. a 4. letka se stále jen formovaly. Do každé z letek byla zařazena čtyři letadla od Henriho Farmana o výkonu 80 koní. Letka se skládala z velitele, pěti pilotů, šesti pozorovatelů a důstojníků, přeložených z nadřazených jednotek. V průběhu války vznikla ještě 5. letka, která se zformovala z civilních pilotů, vybavených letadly Blériot.

### Druhá světová válka
Na začátku druhé světové války mělo belgické letectvo tři aktivní pluky, vybavené letadly Renard R-31 a R-32, Fiat CR.42, Hawker Hurricane, Gloster Gladiator, Fairey Fox a Fairey Battle. Celé belgické vzdušné síly však byly během bojů v květnu 1940 zmasakrovány mnohem silnější německou Luftwaffe.
Po kapitulací Belgie 28. května 1940 vzniklo v exilu ve Spojeném království velmi malé belgické letectvo jako součást dobrovolných rezerv RAF. Tyto belgické letky byly vybaveny stroji Supermarine Spitfire a Hawker Typhoon.

## Seznam letadel
| Letadlo                               | Foto            | Země původu                       | Úloha                                             | Verze           | Ve službě       | Poznámky        |
| Stíhací letouny                       | Stíhací letouny | Stíhací letouny                   | Stíhací letouny                                   | Stíhací letouny | Stíhací letouny | Stíhací letouny |
| ------------------------------------- | --------------- | --------------------------------- | ------------------------------------------------- | --------------- | --------------- | --------------- |
| General Dynamics F-16 Fighting Falcon |                 | USA                               | víceúčelové stíhací letadlocvičné/stíhací letadlo | F-16AMF-16BM    | 4910            |                 |
| Dopravní a transportní letouny        |                 |                                   |                                                   |                 |                 |                 |
| Airbus A321                           |                 | Francie                           | dopravní letadlo (VIP)                            | A321-200        | 1               |                 |
| Dassault Falcon 900                   |                 | Francie                           | dopravní letadlo (VIP)                            | Falcon 900B     | 1               |                 |
| Embraer ERJ 135                       |                 | Brazílie                          | dopravní letadlo (VIP)                            | ERJ 135LR       | 2               |                 |
| Embraer ERJ 145                       |                 | Brazílie                          | dopravní letoun (VIP)                             | ERJ 145LR       | 2               |                 |
| Lockheed C-130 Hercules               |                 | USA                               | taktické transportní letadlo                      | C-130H          | 11              |                 |
| Cvičná letadla                        |                 |                                   |                                                   |                 |                 |                 |
| Alpha Jet                             |                 | Francie Německo                   | cvičný/lehký bojový letoun                        | Alpha Jet E     | 29              |                 |
| SIAI-Marchetti SF.260                 |                 | Itálie                            | cvičný letoun                                     | SF.260DSF.260M+ | 32              |                 |
| Vrtulníky                             |                 |                                   |                                                   |                 |                 |                 |
| Agusta A109                           |                 | Spojené království Itálie         | průzkumný/bojový vrtulník                         | A109BA          | 20              |                 |
| NHIndustries NH90                     |                 | Francie Nizozemsko Německo Itálie | víceúčelový/transportní vrtulník                  | NH90NFHNH90TTH  | 8               |                 |
| Westland Sea King                     |                 | Spojené království                | záchranný/víceúčelový vrtulník                    | Sea King Mk.48  | 2               |                 |
| Bezpilotní letouny                    |                 |                                   |                                                   |                 |                 |                 |
| IAI RQ-5 Hunter                       |                 | Izrael                            | bezpilotní letoun                                 | MQ-5B           | 13              |                 |

## Galerie

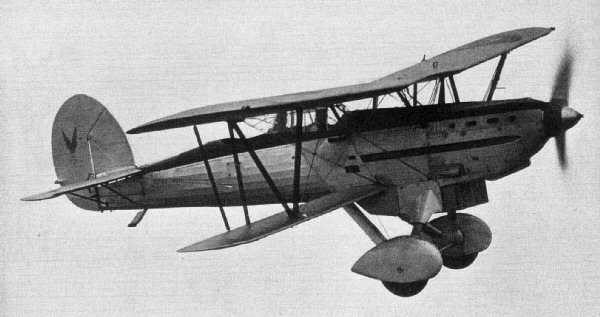
Fairey Fox
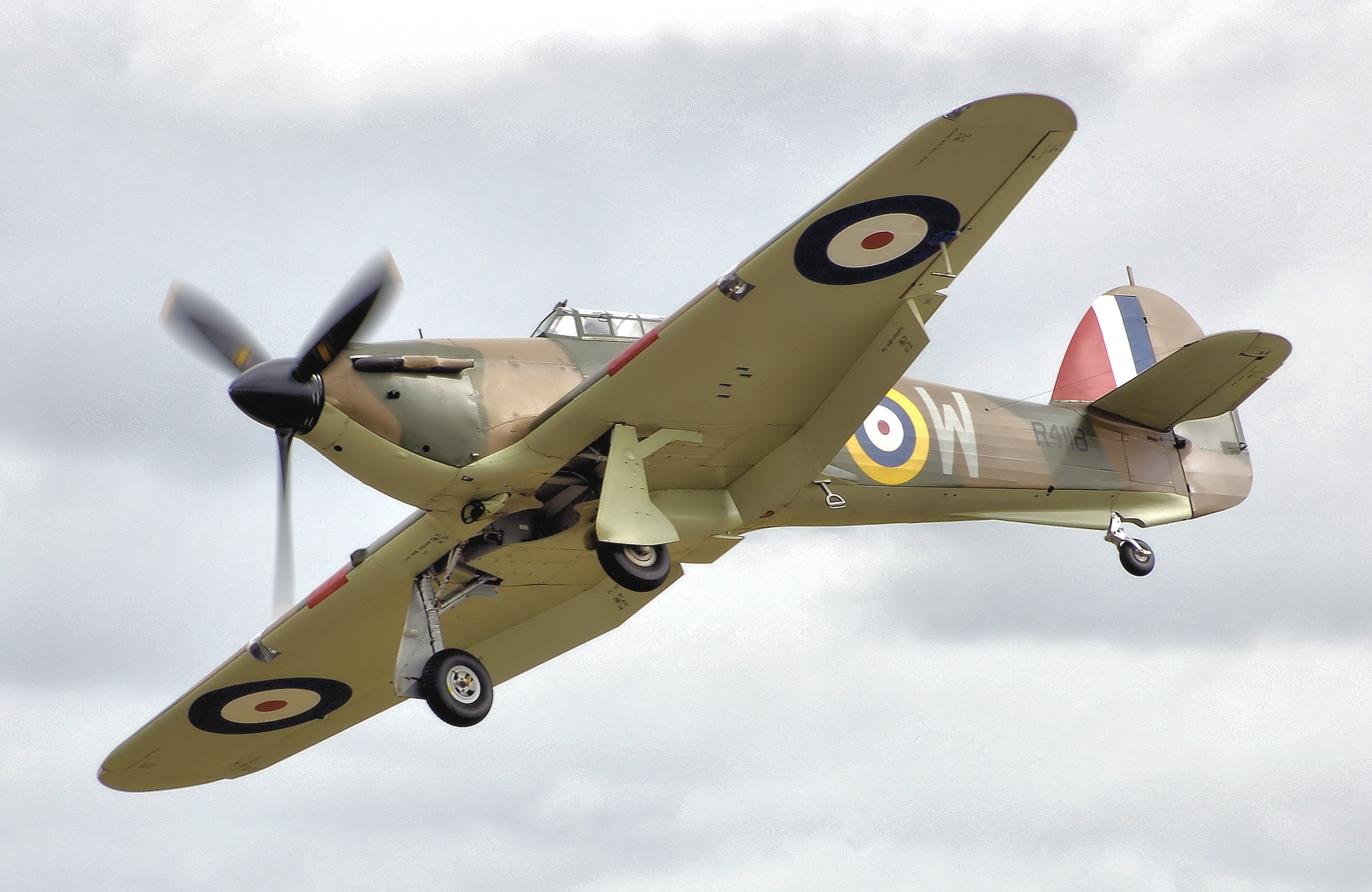
Hawker Hurricane
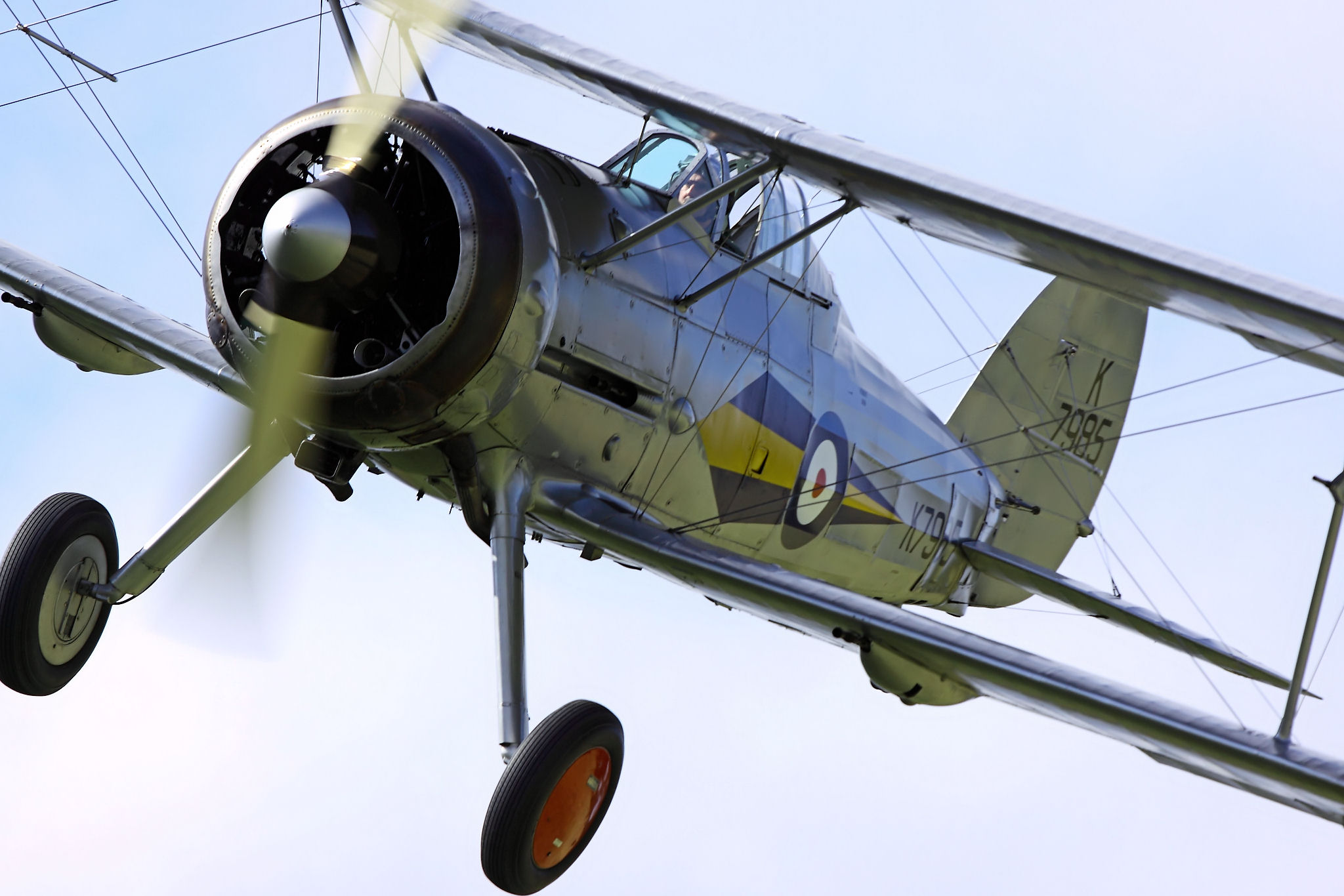
Gloster Gladiator
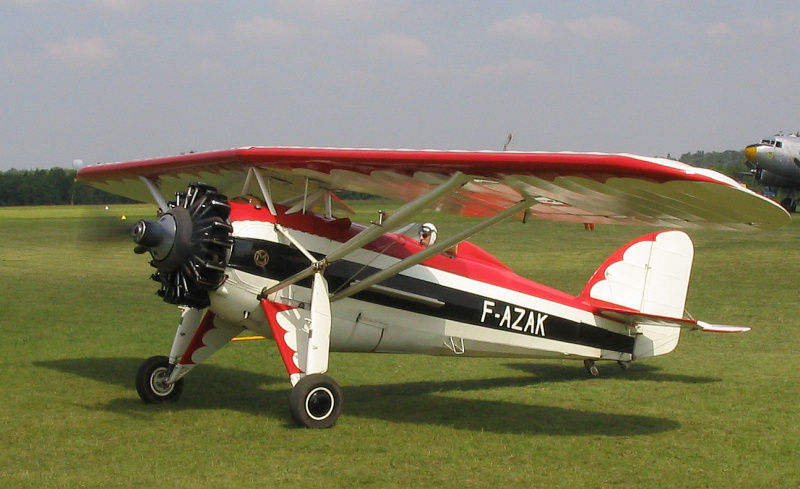
Morane-Saulnier MS.230